# Mitsubishi Raider
La Mitsubishi Raider è una autovettura prodotta dalla casa automobilistica giapponese Mitsubishi dal 2005 al 2009.

## Descrizione
La Raider è andata a sostituire la Mitsubishi Mighty Max, la quale nel 1996 non venne più venduta negli USA. Il pickup venne fabbricato dalla Chrysler insieme alla Dogde Dakota nello stabilimento di Warren Truck Assembly a Warren nel Michigan, venendo poi rifiniti a Normal in Illinois per l'installazione di alcune parti specifiche per la Mitsubishi. A spingere la vettura c'era un motore PowerTech V8 da 4,7 litri capace di 230 CV (172 kW) e 393 Nm e un PowerTech da 3,7 litri V6 da 210 CV (157 kW) e 285 Nm.
Furono costruiti 9861 Raider nel 2005 e solo 297 dal primo dell'anno fino all'11 marzo 2006. Nel 2006 è stata introdotta la versione DuroCross, che aveva sospensioni più basse e una carrozzeria più aggressiva. La DuroCross aveva un carico utile ridotto a 540 kg.
Sulla base della Raider è stata realizzata una concept car chiamata Street Raider e progettata dallo studio di design californiano di Mitsubishi. Ha debuttato per la prima volta al SEMA 2005 ed è stata esposta in varie fiere automobilistiche negli Stati Uniti.